# 平貞盛
平 貞盛（たいら の さだもり）は、平安時代中期の武将。平国香（良望）の嫡男。

## 生涯
承平5年（935年）、京で左馬允在任中、従兄弟の将門と母方の叔父（源護）たちとの抗争が勃発し、父の国香がそれに巻き込まれて亡くなる事件が起こる。それらを伝え聞いた貞盛は、朝廷に休暇を申請して急遽帰国し、焼失した自宅から父国香の屍を探し出し、また山中に避難した母と妻らを探し出した。この際貞盛は、そもそも叔父たちが従兄弟の将門を待ち伏せ攻撃したことが発端であって将門側に非はなく、また自らの京での官人としての昇進を望んだこともあって「互いに親睦をはかるのが最も良策である」という態度をみせている。父の死後まもなく、その後継の常陸大掾に任官された。
しかし、将門らの抗争に叔父の良兼、良正らが介入しだすと、実際結果的に将門が国香を死に至らしめたのもあり、良兼に説得されて、良兼や良正らが将門を攻める際にはこれに加わって将門と対立することとなった。だが抗争は次第に将門有利に進展していき、良兼らの勢力は徐々に衰退していく。承平8年（938年）貞盛は愁訴のため密かに上洛を企てるも、これを察知した将門に2月29日信濃国小県郡の信濃国分寺付近で追いつかれ、旧知の滋野恒成（善淵）、小県郡司の他田真樹（他田氏）らと共闘するも敗れるが、何とか脱出して京の都に辿り着いた。そして将門追捕の官符を持って帰国したものの将門に一蹴され、天慶2年（939年）6月上旬には叔父良兼が病没し、一族の後ろ盾を失ってしまう。同年10月、陸奥守平維扶が赴任途中に下野国に入ると、これに従って陸奥に入らんとしたが、再び将門の追撃を受けた為に逃亡し、維扶は貞盛らを見捨ててしまった。11月には常陸国での紛争を利用して将門を討たんとするが失敗、従兄弟（叔母の子）の藤原為憲と共に再び身を隠した。
天慶2年12月には将門が「新皇」を自称する。天慶3年（940年）、常陸国北部にて5000の兵を率いて貞盛、為憲らの捜索が行なわれるも当人らは発見出来ず、代わりに貞盛と源扶の妻が捕らえられたのみで、将門は彼女らを放免して捜索を中断し、兵を各地に帰した。これを知った貞盛らは、母方の叔父の藤原秀郷の協力を得て4000余の兵を集めると将門を攻め、迎撃に来た将門勢を破り次第に追い詰め、2月14日「北山の決戦」にてついにこれを討ち取った。将門討伐後の論功行賞では、将門ら謀反人を討つことができたのも、多年の苦難を経て努力した貞盛の為すところも大きいとして、従五位上（正五位上とも）に叙せられた。
後に鎮守府将軍となり丹波守や陸奥守を歴任、従四位下に叙せられ「平将軍」と称した。
平将門の乱の原因として、将門の父・平良将が鎮守府将軍であった時代に築いた奥州への利権を巡ってのものであったとする説がある。良将・将門の奥州に対する勢力基盤は、将門の乱後に貞盛に継承された。そのために鎮守府将軍に任命された。貞盛の狄坂丸に対する軍事活動を境に、奥羽の戦乱記事は消え、東北地方に関する情報が飛躍的に増加することとなった。貞盛と婚姻関係で繋がっていた藤原氏の小一条流も、4代にわたって陸奥守を独占することとなった。

## 系譜
- 父：平国香
- 母：藤原村雄の娘（秀郷の姉妹）
- 妻：関口貞信の娘
- 生母不明の子女
  - 次男：平維将 - 男系の子孫は北条氏、熊谷氏と称す
  - 男子：平維敏
  - 四男：平維衡 - 伊勢平氏の祖
  - 女子：平群利方室？ - 平永盛母
- 養子
  - 男子：平維叙 - 藤原済時の実子で、貞盛の養子とする[10]
  - 男子：平維幹
  - 男子：平維茂 - 弟平繁盛の子
  - 男子：平維時 - 維将の子
  - 男子：平維輔 - 維叙の子
  - 男子：平高衡？ - 兼忠の子（『前田家本平氏系図』）
  - 男子：平維忠？ - 兼忠の子[7]

『新編常陸国誌』には以上に加えて、次男に常陸介・平維風がおり、平貞叙、平永盛、平千公（干公？）、平正度、平正済を養子にしたと記されている。
長男の維叙は藤原済時の子で養子と伝えられており、当初の嫡流は次男維将の系統だった。次男維将の子の維時も祖父貞盛の養子となっている。維将の孫である平直方の子孫は北条氏・熊谷氏と称している。また直方の娘が源頼義と結婚して源義家や源義光らを産み、河内源氏には女系を通じて維将の血筋が受け継がれている。
四男維衡は伊勢氏、また後に平清盛を生み出すことになる伊勢平氏の祖である。弟繁盛の息子たちも伯父貞盛の養子となっており、戸隠の鬼女紅葉退治の伝承で名高い余五将軍平維茂は繁盛の系統である。伊勢氏の系統からは、戦国時代に北条早雲を祖として後北条氏を輩出している。

## 今昔物語集
『将門記』では将門と親睦をはかろうとする態度を見せたり、たびたび将門に敗れて追われるさまが描かれている。
一方、『今昔物語集』にはそんな貞盛を武勇に優れた豪胆な人物としての一面と、自分の都合で他人を踏み躙る一面を持つ、両面性のある人物として描いている。
巻第二十九・本朝付悪行では、第五話「平貞盛朝臣、法師ノ家ニ於テ盗人ヲ射取リシ語」にて、陸奥から帰京の途中に知人の法師の家に宿った際、盗人相手に武勇を振るった豪胆な人物像が描かれてているが、第二十五話「丹波守平貞盛、児ノ肝ヲ取リシ語」では、矢傷の治療の為に胎児の肝が必要と言われ、息子に命じて自分の孫の肝を食べようとした挙句、何人かの妊婦の腹を裂き胎児の肝を得て自分の矢傷の治療をし、その秘密を守るため治療法を伝授した医師の殺害を企てた、という逸話とが述べられている。

## 画像集

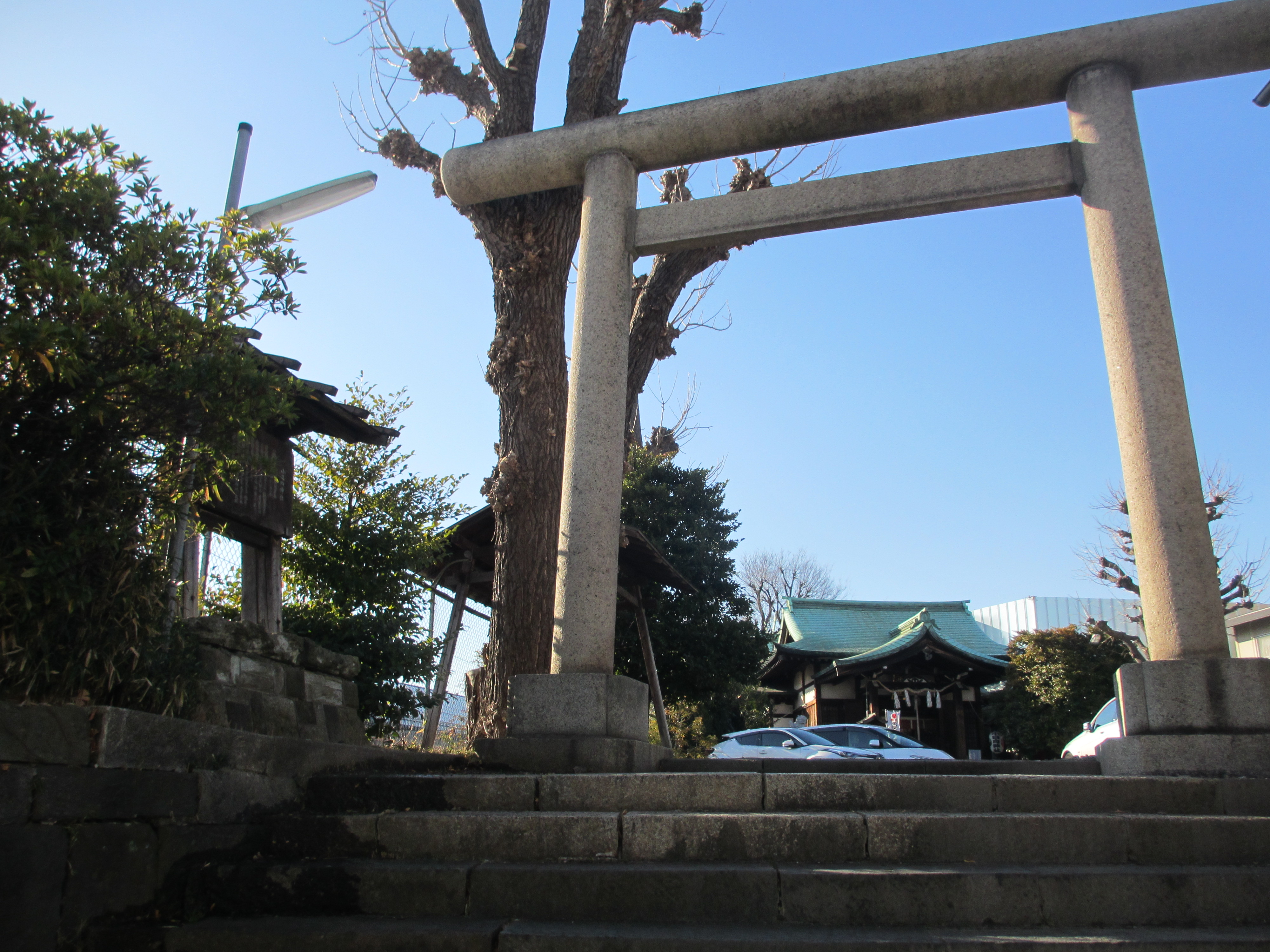
小日向神社全景（最寄り有楽町線江戸川橋駅、向って左掲示板、奥社殿）
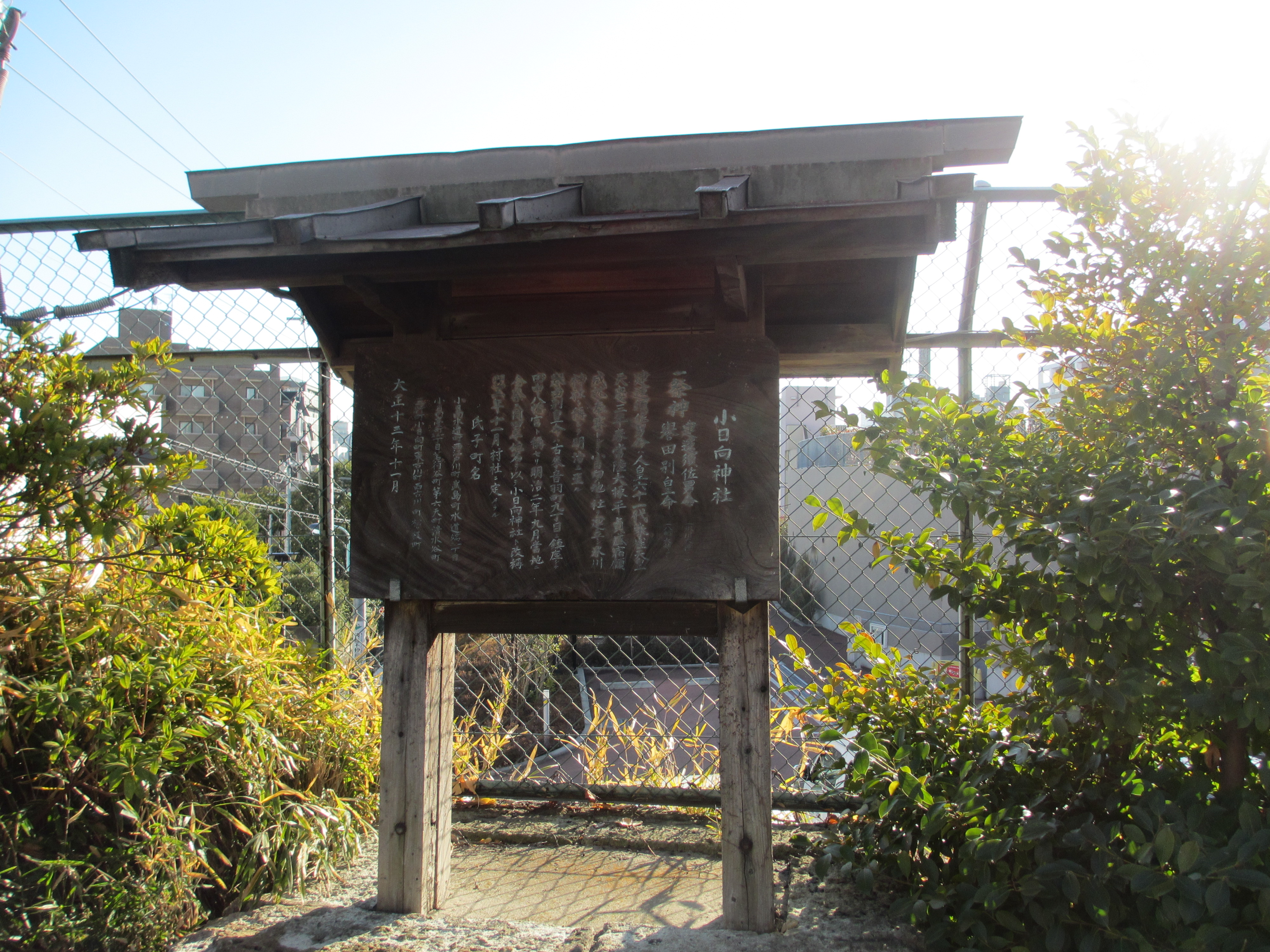
小日向神社境内掲示板(由緒平貞盛、天慶3年（940）建立の氷川神社を合祀）

## 関連作品
- 『風と雲と虹と』（1976年、NHK大河ドラマ、演：山口崇）
- 『陰陽師』（2020年、テレビ朝日、演：酒向芳）